# Набил Фекир
Набил Фекир (фр. Nabil Fekir; 18. јул 1993) француски је фудбалер, који тренутно игра за Реал Бетис и репрезентацију Француске.

## Каријера
Први меч за главну екипу Лиона одиграо је 31. августа 2013. године. То је било на гостовању против Евијана у четвртом колу првенства Француске. Дуел је завршио победом домаћина са резултатом 2:1. Први гол за екипу постигао је 27. априла 2014. године у мечу 35. кола првенства Француске. Лион је на свом терену поразио Бастију са резултатом 4:1. У сезони 2014/2015. био је стандардни првотимац. Учествовао је на 34 првенствене утакмице, постигао 13 голова и направио 9 асистенција.
Дана 29. августа 2015. године постигао је први хет-трик у својој каријери, то се десило у утакмици против Кана.
На пријатељском мечу са португалском репрезентацијом, Фекир је доживео озбиљну повреду — руптуру укрштених лигамената колена. Дана 8. априла 2016. године у утакмици против Монпељеа, Фекир се након седмомесечног одсуства због повреде вратио на терен. Утакмица се завршила резултатом 0:2 у корист Лиона. У сезони 2015/2016. је одиграо девет утакмица у првенству и постигао 4 гола. У сезони 2016/2017. играо је на 32 утакмице и постигао 9 голова у првенству. У сезони 2017/18. играо је 30 утакмица и постигао 18 голова у првенству.
Дана 22. јула 2019, Фекир је потписао четворогодишњи уговор са Реал Бетисом.

## Репрезентација
Дебитовао је за сениорски тим Француске 2015. године. Био је у саставу Француске за Светско првенство 2018. године у Русији.

## Статистика каријере

### Репрезентативна
Статистика до 22. марта 2019.
| Тим       | Год.   | Наступи | Голови |
| --------- | ------ | ------- | ------ |
| Француска | 2015   | 5       | 1      |
| Француска | 2016   | 2       | 0      |
| Француска | 2017   | 3       | 0      |
| Француска | 2018   | 10      | 1      |
| Француска | 2019   | 1       | 0      |
| Укупно    | Укупно | 21      | 2      |

### Голови за репрезентацију
Голови Фекира у дресу са државним грбом
| #  | Датум         | Место                   | Противник       | Гол | Резултат | Такмичење            |
| -- | ------------- | ----------------------- | --------------- | --- | -------- | -------------------- |
| 1. | 7. јун 2015.  | Стад де Франс, Сен Дени | Белгија         | 2:4 | 3:4      | Пријатељска утакмица |
| 2. | 28. мај 2018. | Стад де Франс, Сен Дени | Република Ирска | 2:0 | 2:0      | Пријатељска утакмица |